# Nopendi
Nopendi (sinh vào ngày 15 tháng 11 năm 1986) là một cầu thủ bóng đá người Indonesia hiện tại thi đấu cho Persepam Madura United.

## Sự nghiệp quốc tế
Nopendi có màn ra mắt quốc tế đầu tiên trước Philippines ngày 5 tháng 6 năm 2012.
Bàn thắng của Indonesia liệt kê đầu tiên.
| Số lần khoác áo và bàn thắng quốc tế | Số lần khoác áo và bàn thắng quốc tế | Số lần khoác áo và bàn thắng quốc tế                      | Số lần khoác áo và bàn thắng quốc tế | Số lần khoác áo và bàn thắng quốc tế | Số lần khoác áo và bàn thắng quốc tế | Số lần khoác áo và bàn thắng quốc tế |
| #                                    | Thời gian                            | Địa điểm                                                  | Đối thủ                              | Kết quả                              | Giải đấu                             | Bàn thắng                            |
| ------------------------------------ | ------------------------------------ | --------------------------------------------------------- | ------------------------------------ | ------------------------------------ | ------------------------------------ | ------------------------------------ |
| 2012                                 |                                      |                                                           |                                      |                                      |                                      |                                      |
| 1                                    | 5 tháng 6                            | Sân vận động Tưởng niệm Rizal, Manila                     | Philippines                          | 2–2                                  | Giao hữu                             |                                      |
| 2                                    | 26 tháng 9                           | Sân vận động Sultan Hassanal Bolkiah, Bandar Seri Begawan | Brunei                               | 5–0                                  | Giao hữu                             |                                      |
| 3                                    | 16 tháng 10                          | Sân vận động Quốc gia Mỹ Đình, Hà Nội                     | Việt Nam                             | 0–0                                  | Giao hữu                             |                                      |
| 4                                    | 1 tháng 12                           | Sân vận động Quốc gia Bukit Jalil, Kuala Lumpur           | Malaysia                             | 0–2                                  | AFF Cup 2012                         |                                      |
| 2013                                 |                                      |                                                           |                                      |                                      |                                      |                                      |
| 5                                    | 31 tháng 1                           | Sân vận động Quốc gia Amman, Amman                        | Jordan                               | 0–5                                  | Giao hữu                             |                                      |
| 6                                    | 6 tháng 2                            | Sân vận động Al-Rashid, Dubai                             | Iraq                                 | 0–1                                  | Vòng loại Cúp bóng đá châu Á 2015    |                                      |

## Danh hiệu

### Danh hiệu câu lạc bộ
Persiba Bantul
- Liga Indonesia Premier Division (1): 2010-11